# Fibuloides aestuosa
Fibuloides aestuosa es una especie de polilla del género Fibuloides, tribu Enarmoniini, familia Tortricidae. Fue descrita científicamente por Meyrick en 1912.
La envergadura es de unos 17–21 milímetros. Se distribuye por Asia: India.